# Tournoi initial de football

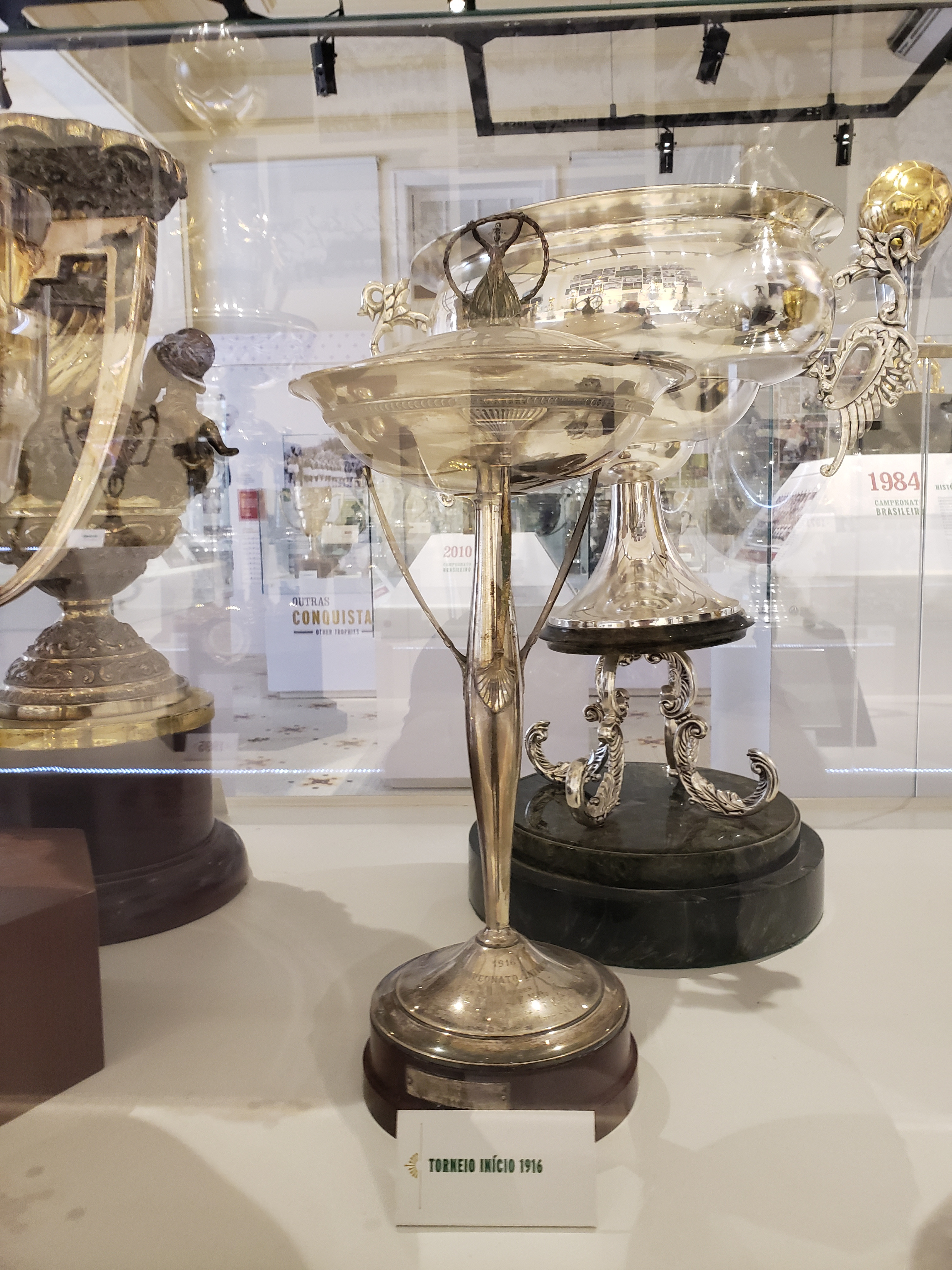
Trophée de la toute première édition, remporté par Fluminense.

Le tournoi initial (Torneio Início en portugais) était une compétition brésilienne de football opposant les équipes de l'État de Rio de Janeiro. Curieusement, elle se disputait sur une seule journée dans un même stade.
La première édition se déroula en 1916, et la dernière en 1977. Du fait de la règle de l'unicité de date et de lieu, les matches duraient 20 minutes. Seule la finale était disputée sur une heure.

## Palmarès
| Année | Champion                         | Vice-champion               | Date                  |
| ----- | -------------------------------- | --------------------------- | --------------------- |
| 1916  | Fluminense                       | América                     | 16/04/1916            |
| 1918  | São Cristóvão                    | Fluminense                  | 21/03/1918            |
| 1919  | Carioca                          | Fluminense                  | 30/03/1919            |
| 1920  | Flamengo                         | São Cristóvão               | 04/04/1920            |
| 1921  | Palmeiras                        | Vasco da Gama               | 27/03/1921            |
| 1922  | Flamengo                         | Andaraí                     | 26/03/1922            |
| 1923  | Mackenzie                        | Flamengo                    | 08/04/1923            |
| 1924  | Fluminense (AMEA) Andaraí (LMDT) | Flamengo (AMEA)             | 27/04/1924 11/05/1924 |
| 1925  | Fluminense                       | São Cristóvão               | 19/04/1925            |
| 1926  | Vasco da Gama                    | Flamengo                    | 28/03/1926            |
| 1927  | Fluminense                       | São Cristóvão               | 24/04/1927            |
| 1928  | São Cristóvão                    | Flamengo                    | 01/04/1928            |
| 1929  | Vasco da Gama                    | América                     | 31/03/1929            |
| 1930  | Vasco da Gama                    | Bangu                       | 23/03/1930            |
| 1931  | Vasco da Gama                    | Fluminense                  | 29/03/1931            |
| 1932  | Vasco da Gama                    | Botafogo                    | 17/04/1932            |
| 1934  | Botafogo (AMEA) Bangu (LCF)      | Mavilis(AMEA) América (LCF) | 01/04/1934 25/03/1934 |
| 1937  | São Cristóvão                    | Botafogo                    | 04/04/1937            |
| 1938  | Botafogo                         | São Cristóvão               | 10/04/1938            |
| 1939  | Madureira                        | Flamengo                    | 26/03/1939            |
| 1940  | Fluminense                       | São Cristóvão               | 14/04/1940            |
| 1941  | Fluminense                       | Madureira                   | 27/04/1941            |
| 1942  | Vasco da Gama                    | Madureira                   | 29/03/1942            |
| 1943  | Fluminense                       | Madureira                   | 28/03/1943            |
| 1944  | Vasco da Gama                    | Flamengo                    | 26/03/1944            |
| 1945  | Vasco da Gama                    | Botafogo                    | 22/04/1945            |
| 1946  | Flamengo                         | América                     | 30/06/1946            |
| 1947  | Botafogo                         | Olaria                      | 26/07/1947            |
| 1948  | Vasco da Gama                    | Olaria                      | 04/07/1948            |
| 1949  | América                          | Bangu                       | 26/06/1949            |
| 1950  | Bangu                            | Vasco da Gama               | 30/07/1950            |
| 1951  | Flamengo                         | Bangu                       | 29/07/1951            |
| 1952  | Flamengo                         | Vasco da Gama               | 12/08/1952            |
| 1953  | Canto do Rio                     | Vasco da Gama               | 05/07/1953            |
| 1954  | Fluminense                       | Flamengo                    | 15/08/1954            |
| 1955  | Bangu                            | Vasco da Gama               | 31/07/1955            |
| 1956  | Fluminense                       | Bonsucesso                  | 15/07/1956            |
| 1957  | Madureira                        | Vasco da Gama               | 14/07/1957            |
| 1958  | Vasco da Gama                    | Madureira                   | 06/07/1958            |
| 1959  | Flamengo                         | Madureira                   | 05/07/1959            |
| 1960  | Olaria                           | Vasco da Gama               | 17/07/1960            |
| 1961  | Botafogo                         | Vasco da Gama               | 16/07/1961            |
| 1962  | Botafogo                         | Canto do Rio                | 24/06/1962            |
| 1963  | Botafogo                         | Campo Grande                | 23/06/1963            |
| 1964  | Bangu                            | São Cristóvão               | 28/06/1964            |
| 1965  | Fluminense                       | Flamengo                    | 07/09/1965            |
| 1967  | Botafogo                         | Madureira                   | 09/07/1967            |
| 1977  | Botafogo                         | Vasco da Gama               | 13/03/1977            |

## Titres par équipes
Fluminense FC: 10 titres

CR Vasco da Gama: 10 titres

Botafogo FR: 8 titres

CR Flamengo: 6 titres

Bangu AC: 4 titres

Madureira EC: 2 titres

São Cristóvão FR: 3 titres

América FC (Rio de Janeiro): 1 titre

Andaraí: 1 titre

Canto do Rio: 1 titre

Carioca: 1 titre

Mackenzie: 1 titre

Olaria: 1 titre

Palmeiras: 1 titre